# Kleiner Kaserer
Der Kleine Kaserer ist ein 3093 m ü. A. hoher Berg in den Zillertaler Alpen im österreichischen Bundesland Tirol. 
Er ist Teil der dem Olperer benachbarten Kaserer-Berggruppe, bestehend aus dem Großen, dem Falschen sowie dem Kleinen Kaserer. 
Oftmals wird der Kleine Kaserer vereinfacht nur als Kaserer und der Große Kaserer als Haserer bezeichnet. Auf dem Gipfel des Kleinen Kaserers befindet sich ein Gipfelkreuz.

## Lage
Der pyramidenförmige Kleine Kaserer grenzt den Hintertuxer Gletscher (Gefrorne-Wand-Kees) im Westen ein und bildet gleichzeitig das Ende des Kaserer Winkels, eines Seitentals des Schmirntals. 
Benachbarte Berge sind im Osten am anderen Ende des Hintertuxer Gletschers die Gefrorene-Wand-Spitzen, im Norden die imposante Lärmstange und die Hornspitze sowie im Süden der Große und Falsche Kaserer. Im Westen sind die nächsten Erhebungen die Schöberspitzen.

## Stützpunkte und Routen
Aufgrund der sehr geringen Dominanz bleibt dem Wanderer ein besonderer Fernblick verwehrt. Die hervorragende Aussicht auf den Hintertuxer Gletscher sowie in die Zillertaler, Tuxer und Stubaier Alpen ebenso wie der für einen Dreitausender relativ einfache Anstieg – laut Literatur mittels leichter Kletterei (Schwierigkeitsgrad UIAA I) – machen ihn dennoch zu einem recht beliebten Wanderziel.
Leichteste Routen sind:
- Vom Tuxerjochhaus auf 2313 m ü. A.) kann man über die Frauenwand (2541 m ü. A.) zum Kaserer Schartl (2448 m ü. A.) gelangen. Von dort aus führen Wegspuren zunächst von Norden recht sanft aufwärts und später etwas steiler auf den Vermessungspunkt 2905 (m ü.A.), von dem aus man über den Kaserergrat (Nordgrat) in leichter Blockkletterei den Gipfel erreicht.
- Beim Anstieg vom Westen über die Kleegrubenscharte ist ebenfalls Kletterei des Schwierigkeitsgrads UIAA I zu bewältigen.
- Ein Anstieg von Südosten aus der Höllscharte heraus erfordert den Schwierigkeitsgrad UIAA II.

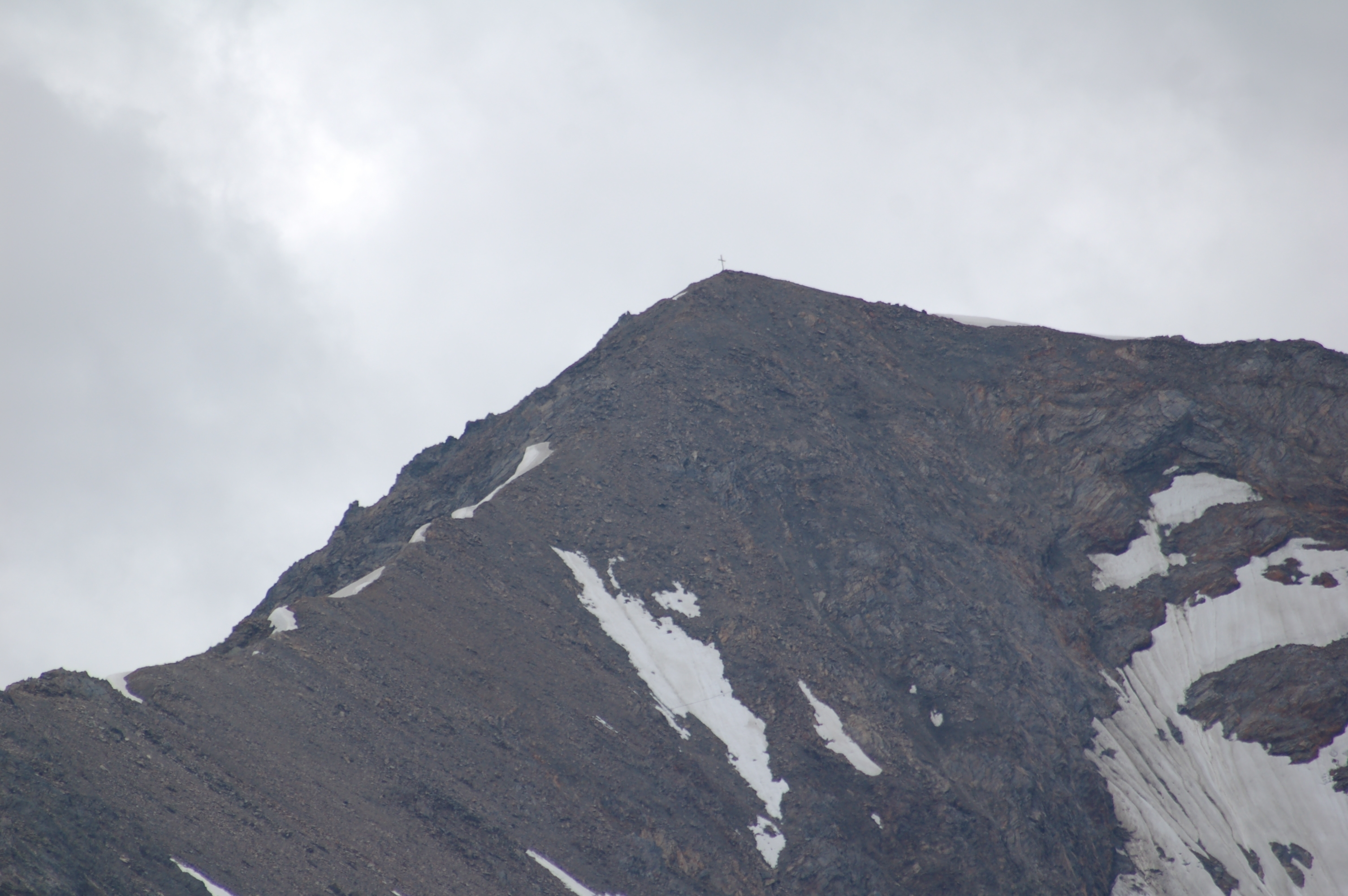
Detailansicht des Kaserergrates mit deutlich erkennbarem Gipfelkreuz
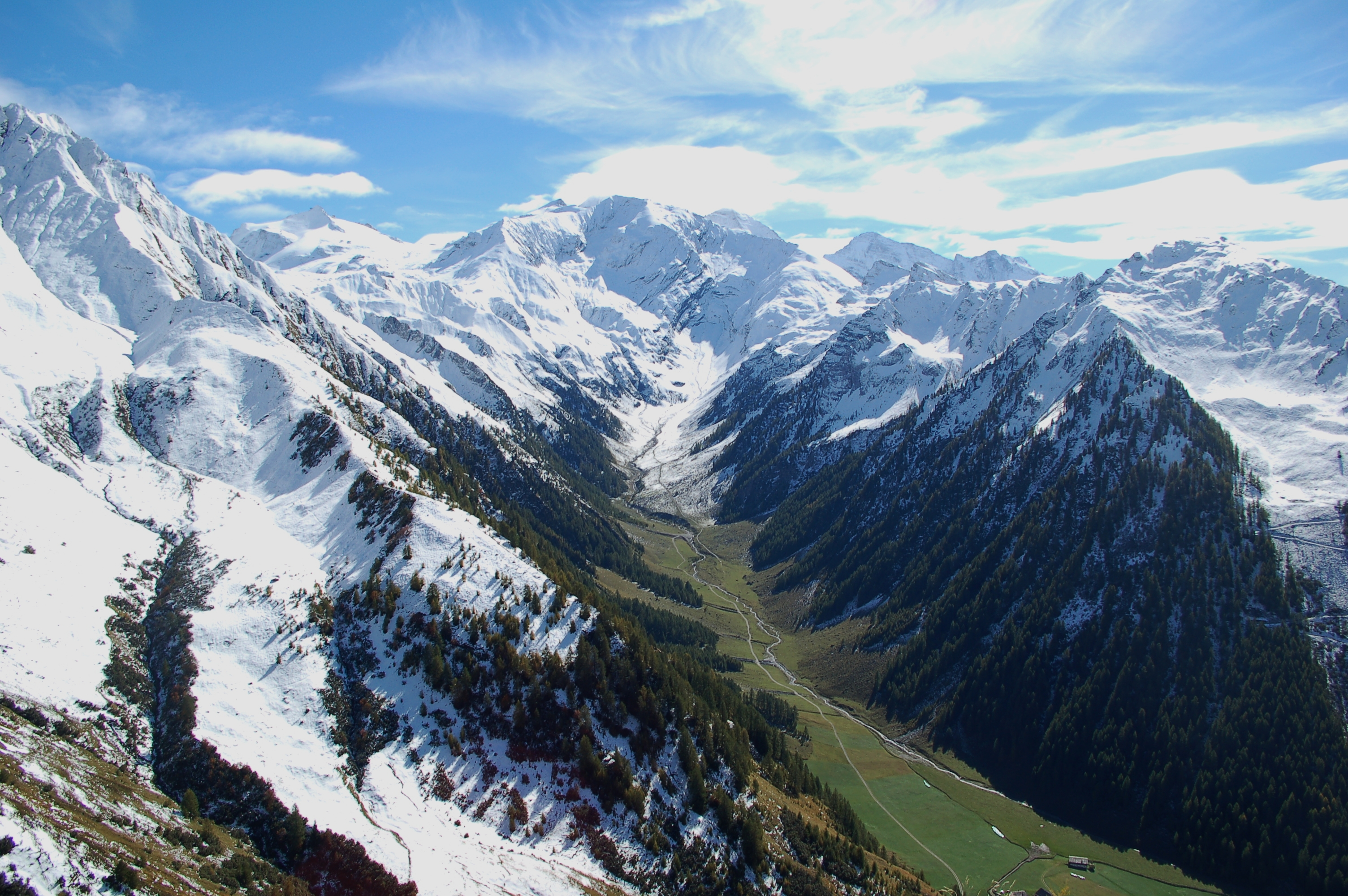
Der Kaserer Winkel mit dem Kleinen Kaserer